# Mongolia na Letnich Igrzyskach Olimpijskich 1996
Mongolię na Letnich Igrzyskach Olimpijskich 1996 reprezentowało 16 zawodników: 12 mężczyzn i 4 kobiety. Był to 8 start reprezentacji Mongolii na letnich igrzyskach olimpijskich.

## Zdobyte medale
| Medal | Zawodnik                | Dyscyplina | Konkurencja            | Rezultat |
| ----- | ----------------------- | ---------- | ---------------------- | -------- |
| Brąz  | Dordżpalamyn Narmandach | Judo       | waga do 60 kg mężczyzn |          |

## Skład kadry

### Boks
Mężczyźni
- Cejen-Ojdowyn Dawaaceren waga kogucia do 54 kg – 6. miejsce,
- Dżamgany Narancogt waga piórkowa do 57 kg – 17. miejsce,
- Tümencecegijn Üjtümen waga lekka do 60 kg – 9. miejsce,

### Judo
Mężczyźni
- Dordżpalamyn Narmandach – waga do 60 kg – 3. miejsce,
- Pürewdordżijn Njamlchagwa – waga do 65 kg – 9. miejsce,
- Chaliuny Boldbaatar – waga do 71 kg – 5. miejsce,

### Kolarstwo szosowe
Mężczyźni
- Dasznjamyn Tömör-Oczir – wyścig ze startu wspólnego – nie ukończył wyścigu,

### Lekkoatletyka
Kobiety
- Erchemsajchany Dawaadżargla – maraton – 63. miejsce,

Mężczyźni
- Daszdendewijn Machasziri – rzut młotem – 23. miejsce,

### Łucznictwo
Kobiety
- Dżarglyn Otgon – indywidualnie – 44. miejsce,

### Strzelectwo
Kobiety
- Dordżsürengijn Mönchbajar

pistolet pneumatyczny 10 m – 21. miejsce,
pistolet sportowy 25 m – 15. miejsce,
- Otrjadyn Gündegmaa

pistolet pneumatyczny 10 m – 30. miejsce,
pistolet sportowy 25 m – 5. miejsce,

### Zapasy
Mężczyźni
- Luwsan–Iszijn Serglenbaatar – styl wolny waga do 48 kg – 12. miejsce,
- Cerenbaataryn Cogtbajar – styl wolny waga do 57 kg – 17. miejsce,
- Bajanmönchijn Gantogtoch – styl wolny waga do 90 kg – 14. miejsce,
- Dolgorsürengijn Sumjaabadzar – styl wolny waga do 100 kg – 10. miejsce,